# Goldeck-Panoramastraße

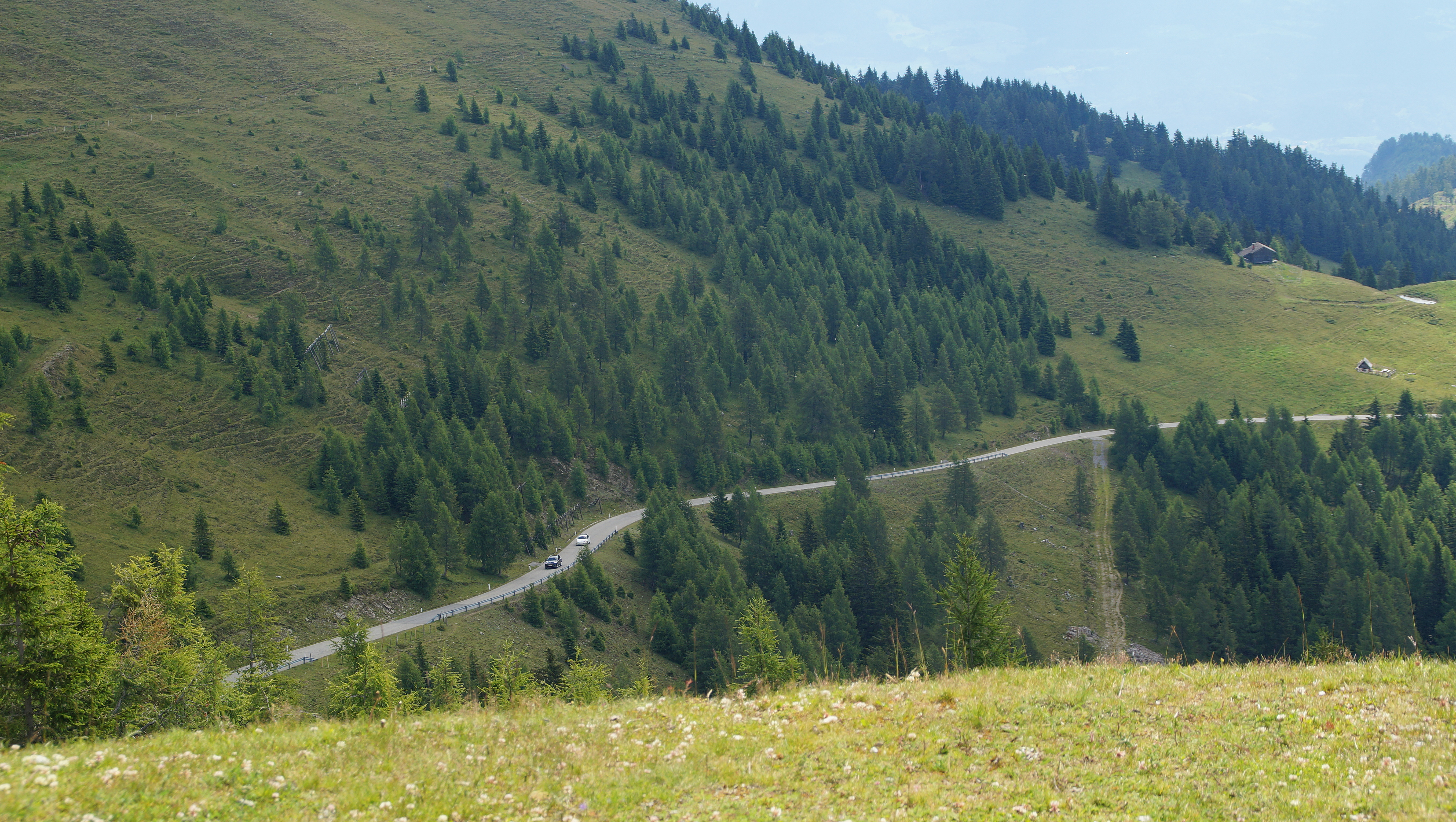
Die Goldeck-Panoramastraße im obersten Streckenabschnitt (2020)

Die Goldeck-Panoramastraße ist eine Privatstraße (Sackgasse) in Kärnten mit einer Länge von 14,5 km und einer maximalen Steigung von 10 %. Von Stockenboi führen zehn Kehren zum Seetal-Parkplatz auf 1883 m, dieser bietet einen Ausblick auf den nahegelegenen Gipfelaufbau des Staff, die Gailtaler Alpen und die Karawanken. Vom Parkplatz, der sich 252 m unterhalb des Gipfels befindet, kann man in einer kurzen Wanderung die Gipfel des Martennocks und des Goldecks erreichen.
Die 1981 erbaute Straße gehört zur Großglockner Hochalpenstraßen AG in Salzburg. Für das Befahren ist eine Maut zu entrichten.